# مدرسة سانت بيتر (يورك)

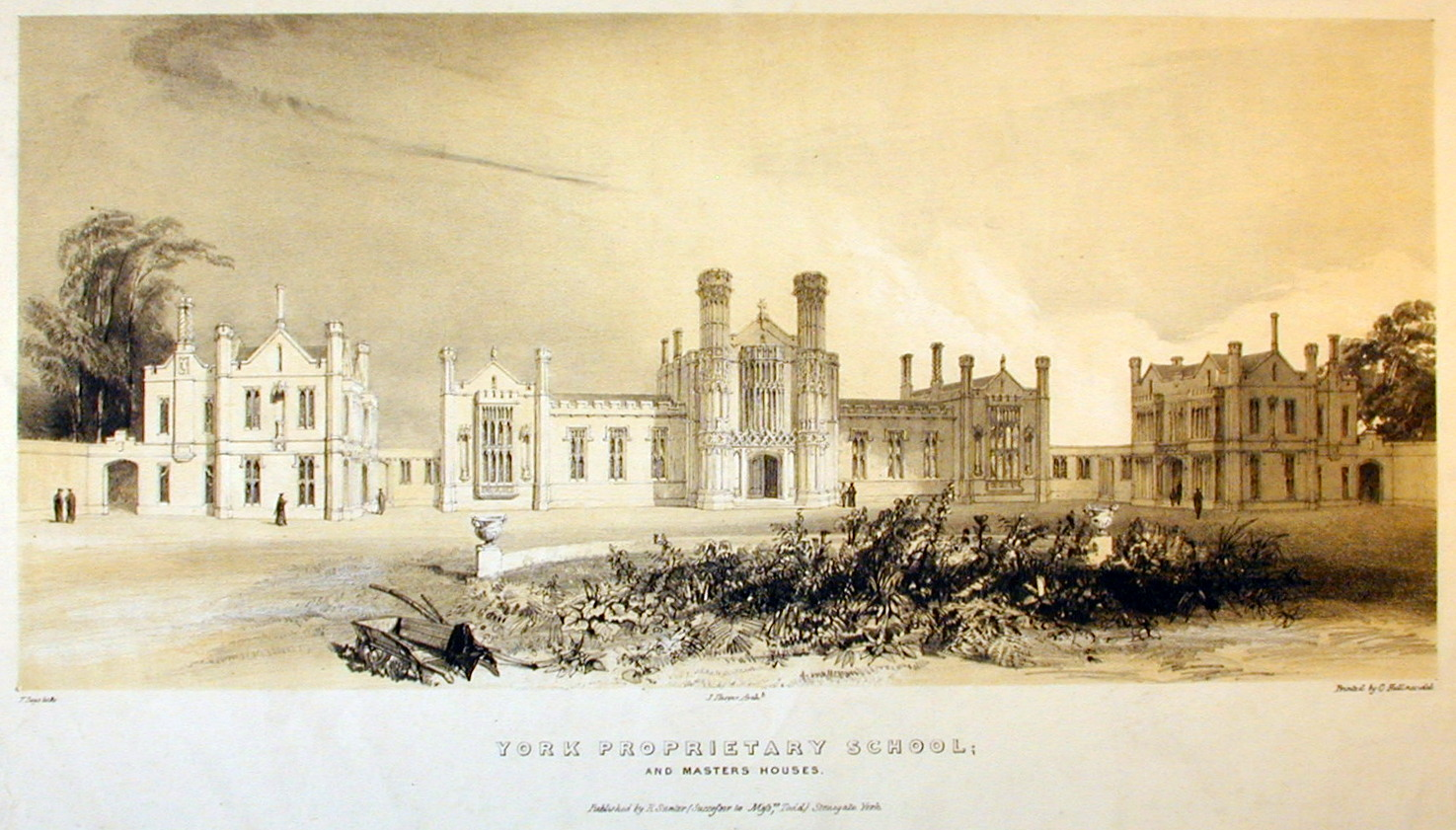

مدرسة سانت بيتر هي مدرسة داخلية مشتركة في مدينة يورك الإنجليزية، وتطل هذه المدرسة على نهر أوز، وقد أسسها بولينوس في عام 627، وهي ثالث أقدم مدرسة في المملكة المتحدة ورابع أقدم مدرسة في العالم